# 노안
노안(老眼, Presbyopia, 문화어: 로안)은 눈에 있는 수정체의 탄력이 감소되어 가까이 있는 물체의 초점을 잘 맞추지 못하는 현상이다. 교정 렌즈로 교정할 수 있다.

## 증상
대부분의 사람들이 겪는 첫 증상으로는 특히 빛이 부족한 곳에서 세밀한 글자를 읽기 어렵고, 오랫 동안 글을 읽을 때 안정 피로를 겪을 수 있으며, 시야 거리를 바꿀 때 가까운 것은 흐리게 보인다든지, 순간적으로 흐리게 보이는 것을 들 수 있다. 증세가 심한 노안 환자들은 안정된 거리에서 책을 들기에 팔이 너무 짧다는 불평을 하기도 한다.
밝은 햇빛 아래에서는 홍채를 닫으려는 동작으로 인해 노안이라는 것을 눈치채기 어려울 수 있다.

## 예방
수정체의 탄력은 나이에 연관되어 정해져 있기 때문에 예방 효과는 거의 없으며, 안 좋은 습관으로 악화되는 일도 없다. 다만 자외선이 강한 날씨에는 자외선을 차단할 수 있는 선글라스를 활용하면 좋다. 어느 정도 일이나 공부를 한 뒤에 눈을 감았다가 떠주거나 잠시 먼 곳을 바라보면서 휴식을 취하는 것도 좋은 방법이다. 안구 운동을 하는 것도 도움이 된다. 책을 읽을 때 전체 조명과 부분 조명 둘다 신경써주면 좋다.
노안 예방에 도움이 되는 음식으로는 당근, 시금치, 달걀, 토마토, 견과류가 있다.

## 치료
시각계에서는 눈에 포착된 영상이 전기 신호로 변환되어 뇌에 전달된 뒤 해석 과정을 거친다. 이처럼, 노안을 극복하려면 시각계의 두 가지 주요 요소를 언급할 수 있다.
1. 눈에 포착되는 영상: 노안의 해결책은 최근 상당히 진보해왔으며, 이는 검안 관리의 이용성 증가, 처방전이 불필요한 시력 교정 덕분이다.
2. 뇌에서 처리하는 영상: 노안 증상을 극복하는 과학적인 해결책들이 최근 개발되었으며 여러 연구에 성공적으로 시험되었다. 이 해결책들은 인간 두뇌의 가소성의 이해와 지각 학습 분야의 상당한 진보 덕분에 가능하였다.[6]

## 같이 보기
- 근시
- 원시
- 난시